# Passeport cap-verdien
Le passeport cap-verdien est un document de voyage international délivré aux ressortissants cap-verdiens, et qui peut aussi servir de preuve de la citoyenneté cap-verdienne. 

## Liste des pays sans visa ou visa à l'arrivée
Si vous avez un passeport de Cap-Vert, vous pouvez visiter ces pays sans obtenir un visa avant votre voyage:
| Pays           | Conditions d'accès | Commentaires              | Documents requis | Accès sans passeport |
| -------------- | ------------------ | ------------------------- | ---------------- | -------------------- |
| Afrique du Sud | 30 jours           |                           |                  |                      |
| Bénin          | 3 mois             |                           |                  |                      |
| Bolivie        | 90 jours           | Visa à l'arrivée : USD 52 |                  |                      |
| Côte d'Ivoire  | 3 mois             |                           |                  |                      |
| Dominique      | 21 jours           |                           |                  |                      |
| Hong Kong      | 1 mois             |                           |                  |                      |
| Kenya          | 3 mois             | Visa à l'arrivée : USD 50 |                  |                      |
| Malaisie       | 1 mois             |                           |                  |                      |
| Niger          | 3 mois             |                           |                  |                      |
| Philippines    | 21 jours           |                           |                  |                      |
| Sénégal        | 3 mois             |                           |                  |                      |
| Sierra Leone   | 3 mois             |                           |                  |                      |
| Zambie         | 90 jours           | Visa à l'arrivée : USD 50 |                  |                      |